# Thors (Aube)
Thors é uma comuna francesa na região administrativa de Grande Leste, no departamento de Aube. Estende-se por uma área de 8,33 km². Em 2010 a comuna tinha 73 habitantes (densidade: 8,8 hab./km²).